# Saint-Cergue
Saint-Cergue är en ort och  kommun i distriktet Nyon i kantonen Vaud, Schweiz. Kommunen har 2 902 invånare (2023).
I kommunen ligger också orten La Cure på gränsen till Frankrike.